# Aniwa (Wisconsin)
Aniwa – miasto w Stanach Zjednoczonych, w stanie Wisconsin, w hrabstwie Shawano.